# Ribeira (São Paulo)
Pour les articles homonymes, voir Ribeira.
Ribeira est une municipalité brésilienne de l'État de São Paulo et la Microrégion de Capão Bonito.